# Gäl-baghi
Gäl-baghi fou un petit principat kurd autònom fundat per un turc de la tribu dels Ustadjalu de nom Abbas Agha, que va rebre una font d'aigua a Mariwan (prop de Sanandadj) cedida per Bïge-beg d'Ardalan (1495-1535). després d'això Abbas es va instal·lar a Bilawar, antic feu dels kalhurs i va reclutar partidaris entre tribus diverses. Tahmasp I de Pèrsia el va confirmar en el govern de Bilawar i els «dotze oymaks». Més tard va passar als otomans que van donar a Ali Khan Gälbaghi el sandjak format per Kirind, Shaykhan, Čakaran, Khorkhora, Zend i altres localitats, mentre Yar Allah va rebre el timar d'Erekle, Rangrazan i Sahbanan.